# Ferdinand Vercnocke

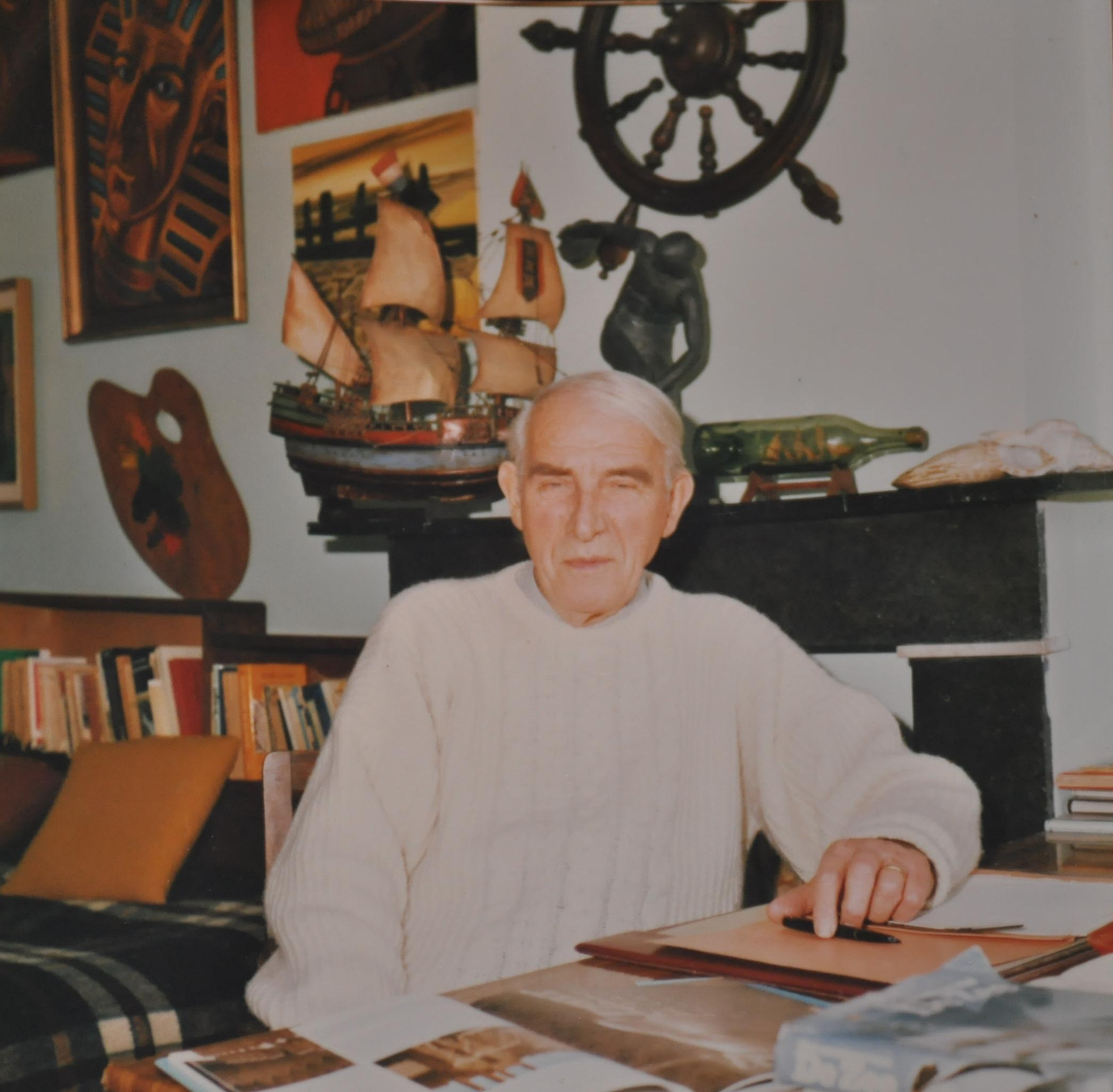
Ferdinand Vercnocke in zijn atelier ca 1984

Fernandus Emilius Leontius (Ferdinand) Vercnocke (Oostende, 14 december 1906 - Duffel, 12 mei 1989) was een Vlaams advocaat, polemist, dichter, illustrator, schilder, graficus, proza- en toneelschrijver.

## Levensloop
Vercnocke werd geboren als zoon van een zeeloods. Het gezin met 4 kinderen verhuisde bij het uitbreken van de Eerste Wereldoorlog naar Engeland (Aylesbury). Vader ging snel terug als oorlogsvrijwilliger, de rest bleef overzee waar Ferdinand op een grammar school zat. 

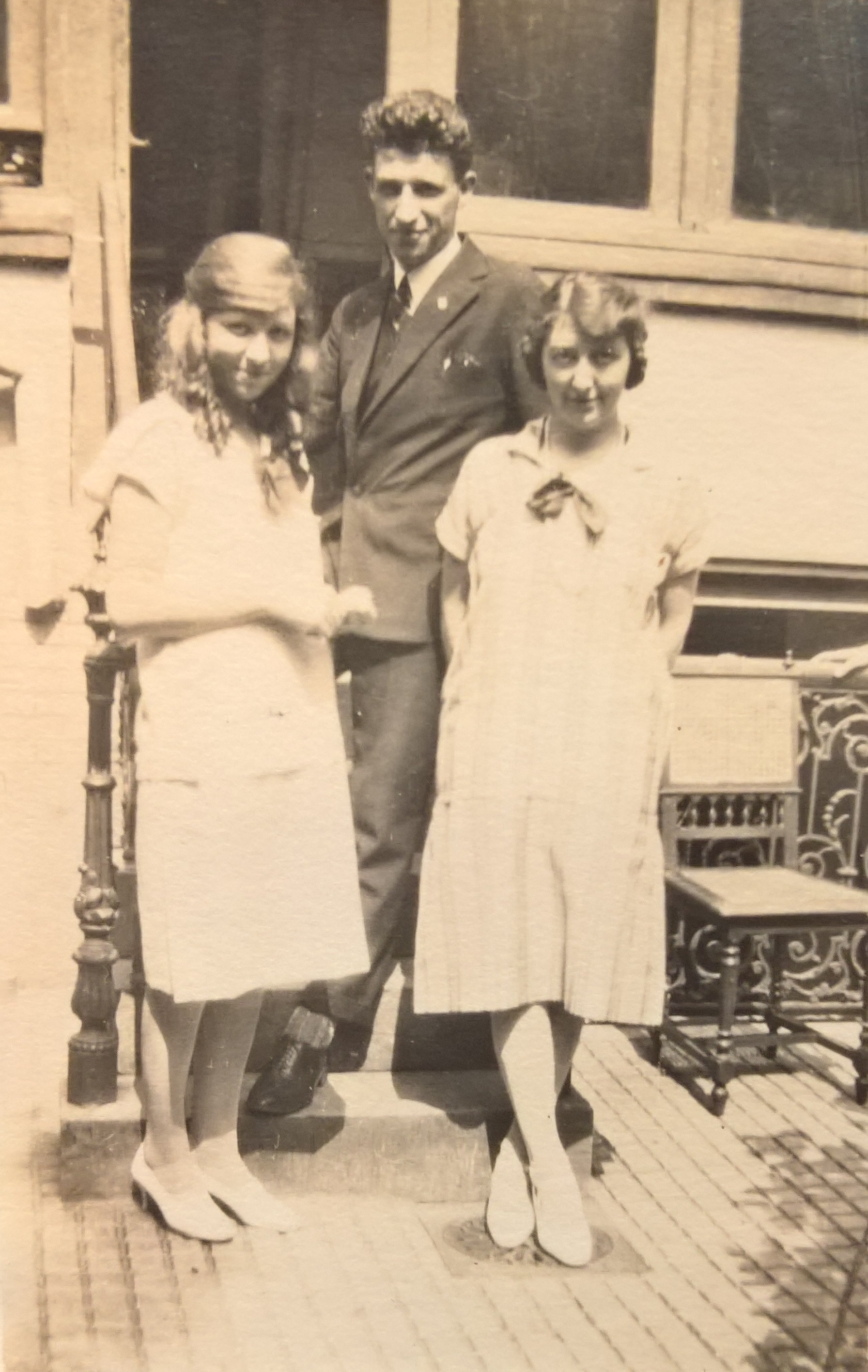
Ferdinand Vercnocke te Oostende, ca 1927, met zussen: Henriette en Marie-Louise (r).

In 1919 kwam het gezin terug naar Oostende, waar Ferdinand zijn studie vervolgde aan het Onze-Lieve-Vrouwecollege. Hij schreef zich na het beëindigen van de humaniora in voor de eerste kandidatuur Germaanse filologie aan de Katholieke Universiteit Leuven. Op aandringen van zijn ouders koos hij echter voor de rechtsgeleerdheid. In 1927-1929 was Vercnocke voorzitter van het Algemeen Katholiek Vlaams Studentenverbond en in 1929-1930 praeses van het Katholiek Vlaams Hoogstudentenverbond (KVHV).
Na zijn studies en zijn legerdienst vestigde Vercnocke zich vanaf 1933 in Oostende en werd advocaat-stagiair aan de balie van Brugge. Hij was echter vooral literator eerder dan advocaat, want pas na zeven jaar stage werd hij tot het tableau toegelaten. In 1934 publiceerde hij zijn eerste dichtbundel: “Zeeland”. Vanaf 1938 was hij lid van het IJzerbedevaartcomité en vanaf 1935 schreef hij spreekkoren en strijdgedichten voor de landdagen van het VNV, voor de IJzerbedevaarten en voor de Vlaams Nationale Zangfeesten.
In 1932 overleed zijn oudste zus Marie-Louise (29) aan longontsteking, in 1939 overleed zijn jongere zus Henriette (30) in het kraambed bij de geboorte van haar tweede zoon. Zijn broer Robert werkte in de koopvaardij als marconist en emigreerde naar de Verenigde Staten, waar hij een gezin stichtte (San Francisco) en in 1951 overleed door een infectie.
In de tijdschriften Volk waarvan hij redactielid was, en Voetlicht, evenals in Volk en Staat pleitte Ferdinand voor een 'volksverbonden' kunst en uitte hij zijn bewondering voor de rassentheoretici in Duitsland. 
Ook tijdens de Tweede Wereldoorlog (1940-1944) speelde hij een rol in de IJzerbedevaarten. 

## Oorlogstijd
Op 28 augustus 1939 werd hij gemobiliseerd in het Belgisch Leger als onderluitenant. Na de Achttiendaagse Veldtocht en de capitulatie in mei 1940, werd hij krijgsgevangen. Na drie weken werd hij vrijgelaten. Ondertussen woonden zijn ouders in Gistel, omdat het huis in Oostende beschadigd was door de Duitse bombardementen.
In 1940 sympathiseerde Vercnocke met het Vlaams Nationaal Verbond en werd in maart 1941 medewerker bij Zender Brussel,  een propagandakanaal voor het nationaalsocialistische gedachtegoed op de radio. Hij leidde er de rubriek Politiek en Gemeenschap. Ook werkte hij mee aan het dagblad "Volk en Staat". Hij werd een boegbeeld van de (literaire) collaboratie en in de meeste collaborerende publicaties verschenen gedichten van hem.  
Op 7 december 1940 nam hij deel aan een reis van kunstenaars naar Duitsland, georganiseerd door de DeVlag onder leiding van kunstschilder Albert Servaes, waarvan een ontvangst door Joseph Goebbels het hoogtepunt was. In DeVlag (1941) verschenen Vercnockes dithyrambische gedichten 'Aan Hitler' en 'Groot-Germanje'.
Als enige Vlaming nam hij in 1941 (oktober) ook deel aan een drieweekse reis doorheen Duitsland “Dichterfahrt durch deutsches land 1941” van de ESV (“Europäischen Schrifsteller-Vereinigung”) die uitmondde in het “Weimar Dichtertreffen”. In Weimar sloot ook  Filip De Pillecyn aan, terwijl Felix Timmermans en Ernest Claes in Berlijn waren langsgekomen.
In april 1943 reisde hij, samen met Filip De Pillecyn en Pierre Hubermont, naar het massagraf van het toen nog door Duitsland bezette Katyn (Rusland, Oekraïne)  in het gezelschap van enkele andere leden van de ESV en schreef hierover een verslag.
Dit bezoek werd hem op zijn proces zwaar aangerekend. Later zou nochtans blijken dat Rusland wel degelijk verantwoordelijk was voor het bloedbad (zie "Bloedbad van Katyn").
In 1944 werd de propagandafilm "Vlaanderen te weer" een aantal malen vertoond, een film gebaseerd op een scenario van Vercnocke. 
Na een machtswissel en pesterijen, nam Vercnocke in 1943 ontslag bij Zender Brussel, deels om gezondheidsredenen en deels uit onvrede met de bemoeizucht van de bezetter.
De bewering dat Vercnocke lid zou geweest zijn van de Algemene SS Vlaanderen en zich meer en meer compromitteerde naarmate de oorlog vorderde werd in twijfel getrokken in een studie aan de hand van Vercnockes krijgsdossier en proces:
“Vooreerst is Vercnockes belangstelling voor het nationaalsocialisme en de volksverbonden kunst al ruim voor het uitbreken van de Tweede Wereldoorlog aanwezig. Daarnaast gaat het niet om een geleidelijke toename in de mate van bevlogenheid, als wel om een piek in 1940-1942, gevolgd door een afname en het verleggen van de focus op de eigen volksnationale belangen. (…) Er werd [op het proces] veel rekening gehouden met zijn zelfstandige evolutie tijdens de bezetting, zozeer zelfs dat men in het vonnis van een ‘opstand tegen de algehele verknechting van het nazisme’ zou spreken. Een andere factor was het ontbreken van enig bewijs voor lidmaatschap van paramilitaire organisaties. (…) Van SS-neigingen aan het einde van de oorlog kan al helemaal geen sprake zijn, als leden van het IJzerbedevaartcomité reeds in 1942 vaststelden dat Vercnocke op zijn schreden was teruggekeerd. (…) De figuur Vercnocke staat dus voor Vlaamse literaire collaboratie met het oog op Dietse zelfstandigheid.”

## Na de oorlog
Op 15 september 1944 werd hij, na de Bevrijding, aangehouden onder de beschuldiging dat hij zijn poëzie in dienst had gesteld van de bezetter en zich had bezondigd aan het schrijven van pro-Duitse artikelen in "Volk en Staat". Hij behoorde tot de beschuldigden die geoordeeld werden tijdens het proces van Volk en Staat en werd veroordeeld tot 12 jaar celstraf (10 jaar in beroep), maar kwam in 1949 vrij. Tijdens zijn gevangenschap schreef hij poëzie, die later verscheen in twee bundels: "Het Eiland Antilia" (1951), en "De Gouden Helm" (1951). Vercnocke werd tijdens deze periode op verschillende plaatsen geïnterneerd: IC Sint-Kruis (Brugge), IC Hemiksem (Sint-Bernardusabij), Gevangenis Begijnenstraat Antwerpen en IC Merksplas.
Ondertussen was hij, einde 1944, op het tableau van de Brugse balie geschrapt.
In 1964 kreeg hij eerherstel.
In 1950 tekende hij de illustraties bij een heruitgave van Stijn Streuvels’ “Genoveva van Brabant” (uitg. "'t Leieschip-Kortrijk).
Op 29 september 1951 trouwde Vercnocke met de dichteres en leerkracht Simonne Wolfs (1919-2015) met wie hij in Weerde ging wonen. Het gezin kreeg twee kinderen. Zijn moeder overleed in 1951, zijn vader in 1960.
In deze periode werkte hij nog korte tijd mee aan het weekblad De Vlaamse Linie en het dagblad De Standaard. Hij schreef ook opnieuw spreekkoren voor de IJzerbedevaarten en de Vlaamse Nationale Zangfeesten.
In augustus 1955 was er de opvoering van het massaspel in openlucht Godelieve van Gistel, waarvoor hij de tekst schreef, in een regie van Remy Van Duyn.
Tot zijn pensionering werkte hij als supervisor in het Brussels filmlaboratorium Meuter-Titra, waarnaast hij doorging met poëzie en vanaf de jaren 1970 vooral met schilderkunst (meer dan 300 werken). 

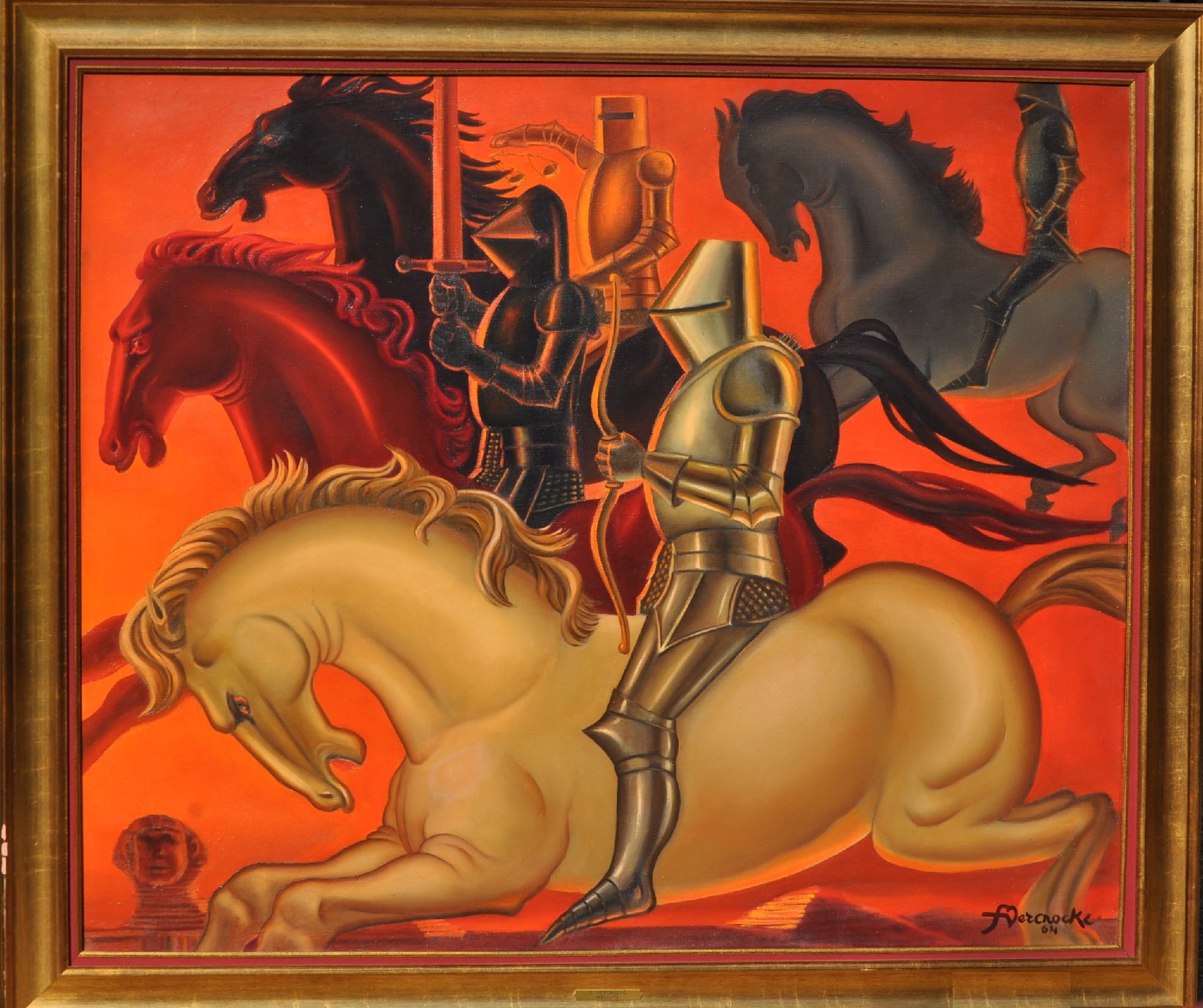
Ferdinand Vercnocke Apocalyps, 1964, Olieverf op doek, 120 × 100cm.

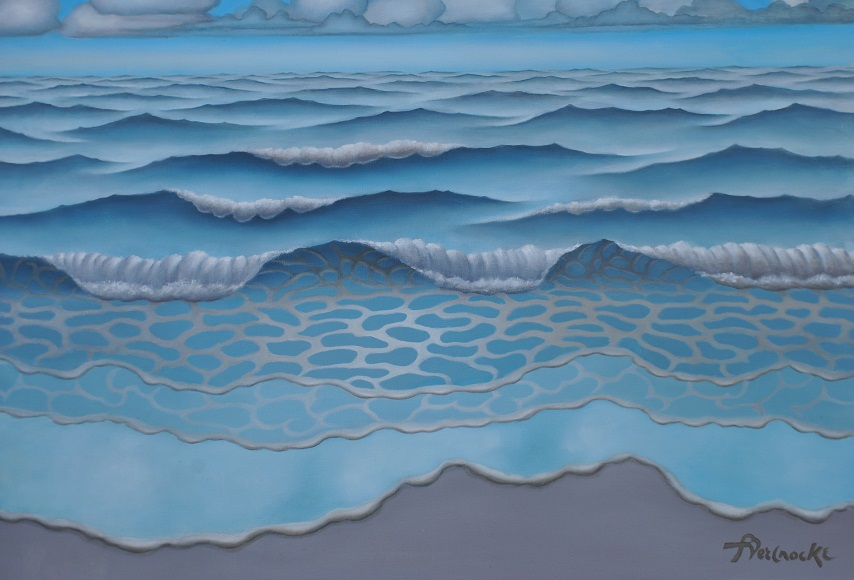
Ferdinand Vercnocke, "Wolken over zee", 1979, Olieverf op doek, 100 × 80cm.

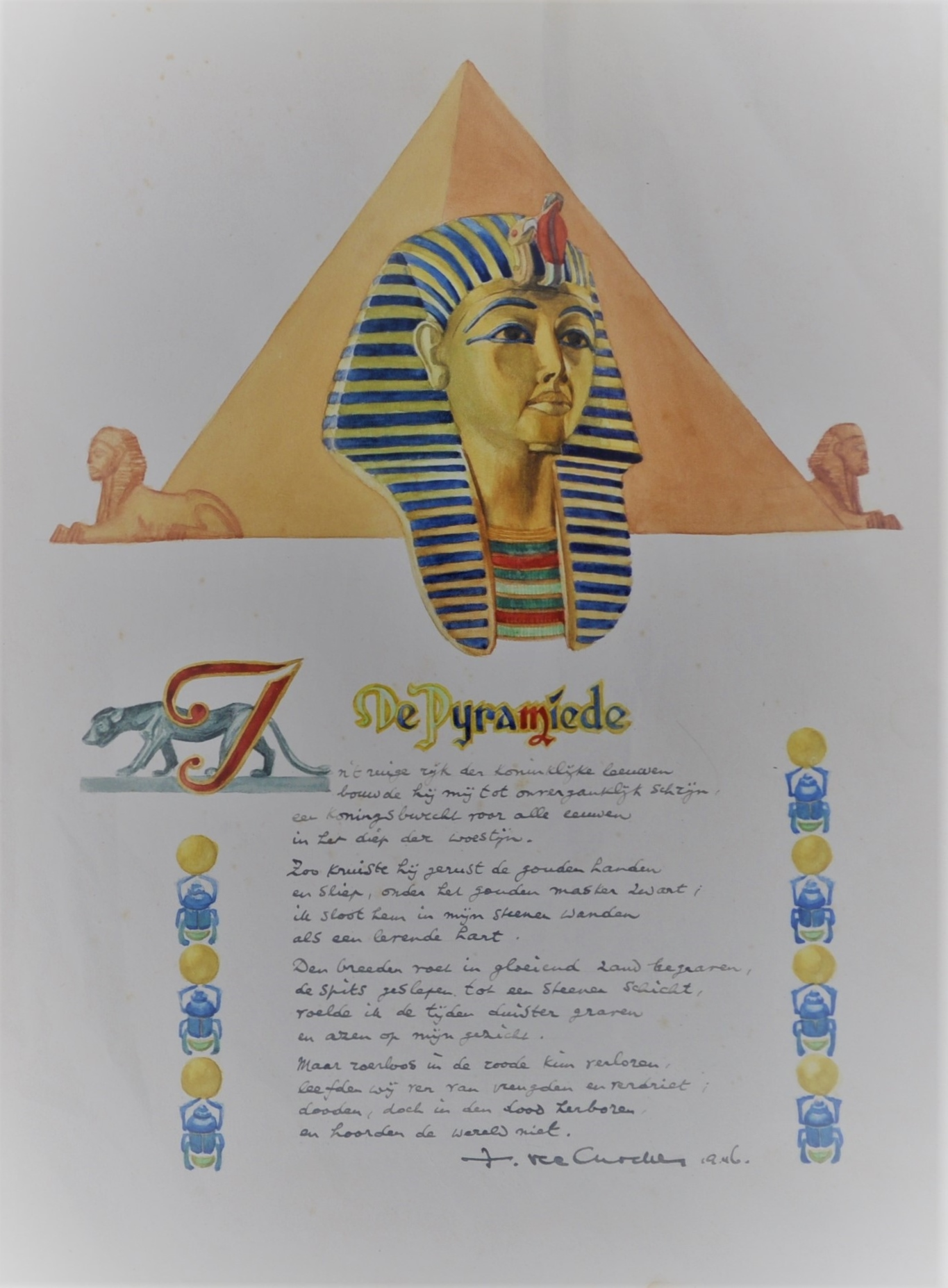
Ferdinand Vercnocke, De Pyramiede, Aquarel 35×27cm, Gevangenis Antwerpen Begijnenstraat, 1946

Ter gelegenheid van zijn 80ste verjaardag werd Ferdinand Vercnocke gehuldigd in de Abdij van Grimbergen, waar zijn laatste bundel "De Aardse Staat" gepresenteerd werd. De laudatio werd uitgesproken door Anton Van Wilderode. Er was tevens een overzichtstentoonstelling van zijn schilderwerk.
Twee jaar later overleed hij op 82-jarige leeftijd en werd op 18 mei 1989 begraven in Oostende (Begraafplaats Paster Pype) bij zijn ouders en oudste zus.
Wide Vercnocke, zijn kleinzoon, publiceerde in 2020 de graphic novel Drieman, die het collaboratieverleden van zijn grootvader behandelt.

## Publicaties

### Poëzie
- Zeeland (1934)
- De Geesel Gods (1936)
- Nieuw Volk. Gedoemde grenzen (1937)
- Kolga (1938)
- Zeenacht - met muziek van Arthur Meulemans (1941)
- Heervaart (1941)
- Koning Skjold (1941)
- Ask en Embla (1942)
- Hansa (1943)
- De Klokhofstee (onuitg.) (1944)
- Sebastiaan aan den staak (1947, celgedichten, manuscript, onuitg.)
- Het Houten Zwaard (1947, kinderversjes, manuscript, onuitg.)
- Het Eiland Antilia (1951)
- De Gouden Helm (1951)
- Zee in het Westen (1954)
- Land aan het Zwin (1961)
- De stad in zee (1964)
- Moederzee (1967)
- Deltaland (1973 Poëtisch Erfdeel der Nederlanden)
- De Geuzenpenning (1975)
- De zeven zeeën (1976)
- De aardse staat (1987)

### Toneel
- Als Roeland luidt (opvoering 1935, 1955)
- Dampierre (opvoering 1938, 1941)
- Magellaan (1943)
- Ouders van Rubens (1946 - ook vertaald in het Engels)
- Brief aan Goethe (1949)
- Martinus. Spel van de arbeid. (1952)
- De Rode Kaproenen (1952)
- Ysersage (1953)
- St.-Godelievespel (1953 - opvoering 1955)
- De Grote Zwartrok (1953)
- Karel De Stoute (1955)
- Adele van Opwijk (1955)
- Drie Volkse Spelen: Als Roeland luidt, Dampierre, De Rode Kaproenen (1956 - eigen beheer)
- Held van Hiroshima (1956)
- The A-Bomb (1956 - vertaling 'Held van Hiroshima')
- De Stad (1957)
- Karlemanje (1961)
- Pieter Coutereel (1964)

### Proza
- Liebaerts, sagen voor de Dietsche jeugd, 1937
- Onze adelbrieven, 1942
- Vlaanderen in nood (1942
- Kapitein Kruyt, 1960 (roman)

#### Onuitgegeven
- Ridder Dood en Duivel. Terugblik op mijn gebeurtenissen van 1939 tot 1949 (1966)
- Brieven aan Atlantis. Jeugdherinneringen (1958)
- Patricia. Brieven aan een kind.  (1948)
- Celbrieven (1944-1949)
- Poëtisch celdagboek (1944-1949)
- Liefdesbrieven (1950-1951)

## Muziek
Diverse musici hebben een compositie geschreven op gedichten van Ferdinand Vercnocke. Zo heeft de Belgische folkgroep Laïs een compositie geschreven op het gedicht Bruidsnacht en is de zesde symfonie van Arthur Meulemans, de "Zeesymfonie" voor groot orkest, alt en gemengd koor, gebaseerd op een andere tekst van Vercnocke. 
Ook de kleinkunstgroep "De Elegasten" brachten van "Bruidsnacht" een versie in 1969.